# Heidi (film, 1952)
Heidi, schweizisk spelfilm från 1952.

## Rollista (i urval)
- Elsbeth Sigmund - Heidi
- Heinrich Gretler - "Alp-Öhi", Heidis morfar
- Thomas Klameth - Peter, getherde
- Elsie Attenhofer - Dete, Heidis faster
- Margrit Rainer - Peters mor
- Fred Tanner - präst
- Isa Günther - Klara Sesemann
- Willy Birgel - Herr Sesemann, Klaras far
- Traute Carlsen - Klaras farmor